# Colorado Eagles
Colorado Eagles – amerykański klub hokeja na lodzie z siedzibą w Loveland, grający w lidze AHL.
Klub jest zespołem farmerskim dla Colorado Avalanche z NHL oraz dla Utah Grizzlies z ECHL.

## Historia
Klub powstał w 2003 i do 2011 występował w lidze CHL. W 2011 Eagles zostali przeniesieni do ligi ECHL, gdzie też grali do końca sezonu 2017/18. Na sezon 2017/18 NHL dodało Vegas Golden Knights jako 31 zespół w lidze, i w AHL zaistniała potrzeba na nowy klub.
Ponieważ Vegas wybrali Chicago Wolves jako afiliację, rozmowy pomiędzy Avalanche i Eagles zostały rozpoczęte. 10 października 2017 zostało ogłoszone, że klub zostanie przeniesiony do AHL i zacznie tam grać od sezonu 2018/19.

## Osiągnięcia
- Mistrzostwo dywizji: 2004, 2005, 2006, 2007, 2008, 2009, 2016, 2018.
- Mistrzostwo konferencji AHL: 2005, 2007, 2008, 2009, 2011, 2017, 2018.
- Mistrzostwo w sezonie regularnym: 2005, 2006, 2009
- Ray Miron President's Cup: 2005, 2007
- Kelly Cup: 2017, 2018